# Lui ou moi
Pour plus de détails, voir Fiche technique et Distribution.
Lui ou moi ou Chien en colère (A Mutt in a Rut) est un court métrage d'animation américain de la série des Looney Tunes mettant en scène Elmer Fudd, réalisé par Robert McKimson, sorti en 1959.

## Fiche technique
- Titre original : A Mutt in a Rut
- Réalisation : Robert McKimson
- Scénario : Tedd Pierce
- Animateurs : Warren Batchelder (en), Ted Bonnicksen, George Grandpré, Tom Ray (en)
- Montage : Treg Brown
- Musique : Milt Franklyn
- Son : Treg Brown
- Producteur : John W. Burton (en)
- Sociétés de production : Warner Bros. Cartoons
- Sociétés de distribution : Warner Bros.
- Pays d'origine :  États-Unis
- Langue : Anglais américain
- Format : Couleur (Technicolor) — 35 mm — 1,37:1 — Son : Mono
- Genre : Film d'animation, Comédie
- Durée : 6 minutes
- Dates de sortie :
  -  États-Unis :  23 mai 1959

## Distribution
- Mel Blanc : Rover (voix)
- Arthur Q. Bryan : Elmer Fudd (voix)
- Daws Butler : plusieurs rôles (voix)